# Back on the Block
Albums de Quincy Jones
The Dude
(1981) Q's Jook Joint
(1995)
Back on the Block est un album produit par Quincy Jones et sorti en 1989. De nombreux chanteurs et musiciens célèbres participent à cet album, notamment Ella Fitzgerald, Miles Davis, Joe Zawinul, Ice-T, Big Daddy Kane, Sarah Vaughan, Dizzy Gillespie, George Benson, Luther Vandross, Dionne Warwick, Barry White, El DeBarge, James Ingram, Chaka Khan, Take 6, Bobby McFerrin, Al Jarreau et Ray Charles.
À la 33e cérémonie des Grammy Awards, Back on the Block a reçu sept Grammy Awards, dont le Grammy Award de l'album de l'année.

## Liste des titres
| n° | Titre                                                  | Auteurs(s)                                                                                 | Durée |
| -- | ------------------------------------------------------ | ------------------------------------------------------------------------------------------ | ----- |
| 1  | Prologue (2Q's Rap)                                    | Big Daddy Kane, Jones                                                                      | 1:04  |
| 2  | Back on the Block                                      | Jones, Rod Temperton, Siedah Garrett,Caiphus Semenya, Ice-T, Melle Mel, Kane, Kool Moe Dee | 6:34  |
| 3  | I Don't Go for That                                    | Ian Prince                                                                                 | 5:11  |
| 4  | I'll Be Good to You                                    | George Johnson, Louis Johnson, Sonora Sam                                                  | 4:54  |
| 5  | The Verb To Be (Introduction to Wee B. Dooinit)        | Mervyn Warren                                                                              | 0:29  |
| 6  | Wee B. Dooinit (Acapella Party by the Human Bean Band) | Jones, Garrett, Ian Prince                                                                 | 3:34  |
| 7  | The Places You Find Love                               | Glen Ballard, Clif Magness, Caiphus Semenya                                                | 6:25  |
| 8  | Jazz Corner of the World (Introduction to Birdland)    | Kane, Dee                                                                                  | 2:54  |
| 9  | Birdland                                               | Joe Zawinul                                                                                | 5:33  |
| 10 | Setembro (Brazilian Wedding Song)                      | Ivan Lins, Gilson Peranzzetta                                                              | 5:05  |
| 11 | One Man Woman                                          | Garrett, Ian Prince, Harriet Roberts                                                       | 3:44  |
| 12 | Tomorrow (A Better You, Better Me)                     | George Johnson, Louis Johnson, Garrett,                                                    | 4:46  |
| 13 | Prelude to the Garden                                  | Jorge Calandrelli                                                                          | 0:54  |
| 14 | The Secret Garden (Sweet Seduction Suite)              | Jones,Temperton, Garrett, El DeBarge                                                       | 6:41  |

## Classements
| Année | Classement                   | Position |
| ----- | ---------------------------- | -------- |
| 1989  | Billboard 200                | 9        |
| 1989  | Top Contemporary Jazz Albums | 1        |
| 1989  | Top R&B/Hip-Hop Albums       | 1        |

## Crédits
Les artistes suivants sont crédités pour cet album :